# SV Arnsberg 09
Der SV Arnsberg 09 (offiziell: Sportverein 1909 e. V. Arnsberg) ist ein Sportverein aus Arnsberg im Hochsauerlandkreis. Die erste Fußballmannschaft spielte zwei Jahre in der höchsten westfälischen Amateurliga.

## Geschichte
Der Verein wurde am 23. Mai 1909 als Ballspielclub Arnsberg gegründet und nahm während des Ersten Weltkrieges den heutigen Namen an. Am 1. März 1920 fusionierte dieser mit dem im Jahre 1919 gegründeten Verein Spiel und Sport Arnsberg zum VfR 09 Arnsberg, der Vereinsname wurde am 9. August 1925 wieder in SV Arnsberg 09 geändert. Neben Fußball bietet der SV Arnsberg 09 auch die Sportarten Basketball und Skisport an.
In den 1930er Jahren spielten die Arnsberger in der seinerzeit zweitklassigen 1. Bezirksklasse Sauerland. 1951 wurde die Mannschaft Bezirksklassenmeister, scheiterte aber in der Aufstiegsrunde zur kurzlebigen 2. Landesliga am TuS Eiringhausen und den Sportfreunden Lüdenscheid. Nach einer Vizemeisterschaft hinter SuS Hüsten 09 stiegen die Arnsberger im Jahre 1953 in die Landesliga auf, die seinerzeit die höchste Amateurliga Westfalens darstellte. Nach dem direkten Wiederabstieg gelang 1955 die sofortige Rückkehr in die Landesliga. Wie schon in der Saison 1953/54 wurden die Arnsberger auch in der Saison 1955/56 Drittletzter. Da der Abstieg im Zuge der Einführung der Verbandsliga Westfalen ausgesetzt wurde, verblieb die Mannschaft in der Landesliga.
Schon in der folgenden Spielzeit 1957/58 stieg die Mannschaft in die Bezirksklasse ab und verabschiedete sich drei Jahre später in die Kreisklasse. Nach dem direkten Wiederaufstieg folgte eine lange Bezirksligaära, ehe im Jahre 1969 der Aufstieg in die Landesliga gelang. Erneut folgte der direkte Wiederabstieg, ehe die Arnsberger im Jahre 1977 zum vierten Mal in die Landesliga aufstiegen. Es folgten mehrere Jahrzehnte als Fahrstuhlmannschaft zwischen Landesliga und Kreisliga A, bevor die Arnsberger im Jahre 2014 in die Kreisliga B absteigen mussten.

## Persönlichkeiten
- Fritz Klein
- Rouven Schröder